# Burchard z Würzburgu
Svatý Burchard z Würzburgu (asi 683, Anglie - 754/755, Homburg am Main) byl německý misijní biskup anglického původu.

## Život

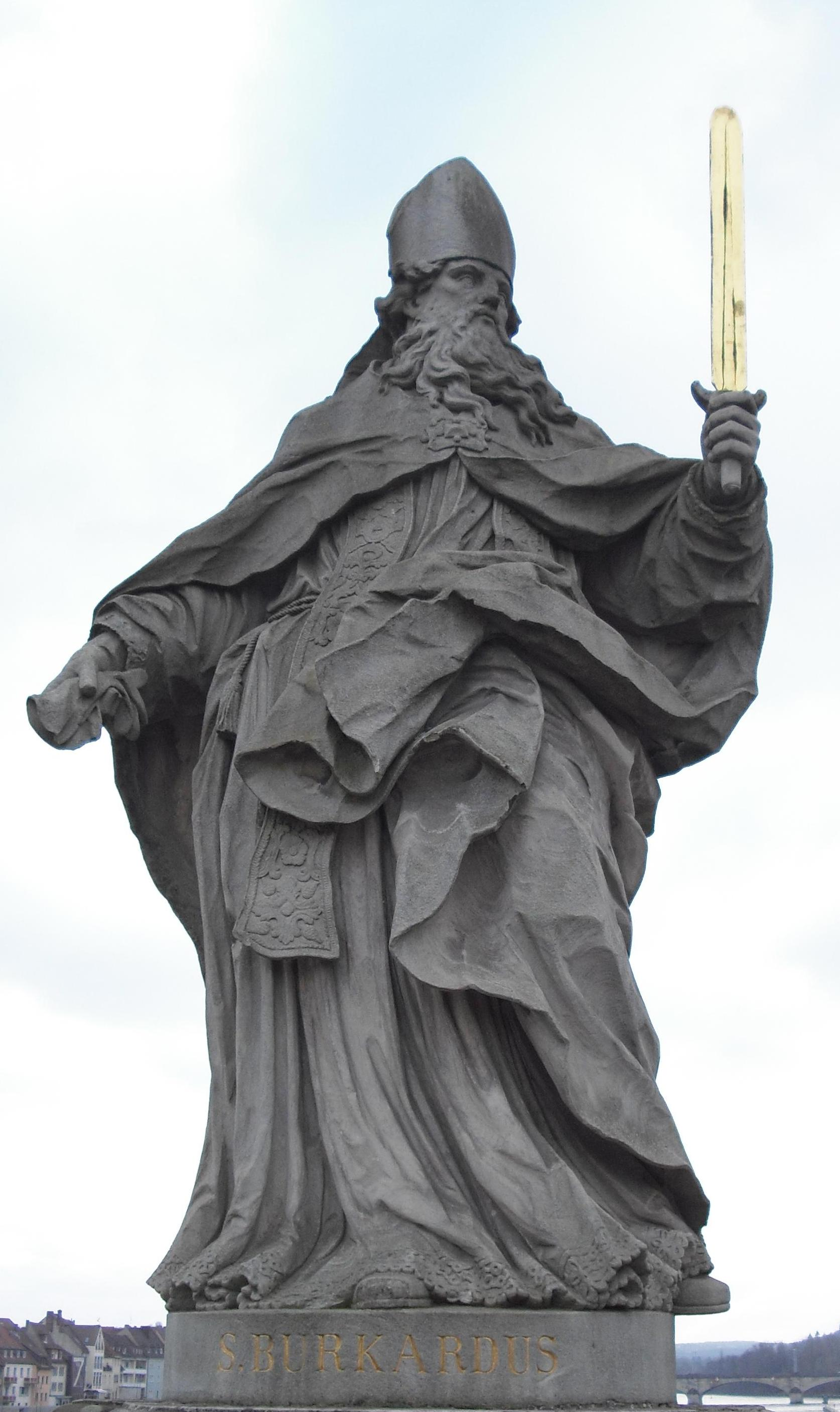
Socha sv. Burcharda na Alte Mainbrücke ve Würzburgu

Jako svatý Bonifác byl urozeného původu. Pocházel z jihu Anglie a pravděpodobně byl členem Řádu svatého Benedikta.
Vysvěcen na kněze byl pravděpodobně ve 30 letech svatým Bonifácem a působil s ním jako misionář. Od roku 740/741 se asi stal prvním opatem kláštera v Rorlachu (dnes Neustadt am Main). Od roku 741 se stal prvním biskupem diecéze Würzburg.
Misie převzal po svatém Kiliánovi a jeho spolupracovníkách svatém Kolmanovi a Totnanovi. Roku 750 založil ve Würzburgu klášter svatého Ondřeje ale později byl přejmenován po svatém Burchardovi.
Podle tradice se roku 753 nebo 754 vzdal úřadu a stal se poustevníkem v Homburg am Main kde následující rok zemřel. Jeho ostatky byly 11. října 988 přeneseny do kláštera který založil.
Jeho svátek se slaví 2. února.